# Bianca Steurer
Bianca Steurer (* 6. September 1986) ist eine ehemalige österreichische Triathletin. Sie ist Staatsmeisterin auf der Langdistanz (2019), Vorarlberger Landesmeisterin auf der Triathlon-Sprintdistanz (2012, 2013, 2019) und Mitteldistanz (2014, 2015). Sie wird in der Bestenliste österreichischer Triathletinnen auf der Ironman-Distanz geführt.

## Werdegang
Bianca Steurer betreibt seit 2010 Triathlon. Erstmals 2011 und erneut 2012 konnte sie sich für einen Startplatz bei den Ironman 70.3 World Championships qualifizieren (1,9 km Schwimmen, 90 km Radfahren und 21,1 km Laufen).

### Triathlon-Profi seit 2013
Seit Januar 2013 startet Bianca Steurer als Profi-Athletin. Im September musste sie nach einem Trainingsunfall beim Radfahren die laufende Saison frühzeitig beenden und auf den geplanten Start beim Ironman 70.3 Pays d'Aix France in Frankreich verzichten.
Bei ihrem ersten Start auf der Ironman-Distanz (3,86 km Schwimmen, 180,2 km Radfahren und 42,195 km Laufen) belegte sie im September 2014 auf Mallorca den zehnten Rang.
Im August 2015 konnte sie nach 2012 erneut beim Allgäu Triathlon auf der Mitteldistanz gewinnen und im September gewann sie einen Tag vor ihrem 29. Geburtstag den Trans Vorarlberg Triathlon.
Sie startet seit der Saison 2016 für das Skinfit Racing Team. Im Mai 2016 holte sie sich in Barcelona mit dem dritten Rang ihre erste Medaille bei einem Ironman 70.3-Rennen und im Juli wurde sie in Frankfurt am Main Neunte bei den Ironman European Championships. Sie qualifizierte sich damit für einen Startplatz beim Ironman Hawaii (Ironman World Championships) und belegte am 8. Oktober den 28. Rang.
Bianca Steurer wurde bis 2017 von Luboš Bílek trainiert und seit 2018 arbeitet sie mit Robert Mücke zusammen. Bei der Challenge Roth auf der Langdistanz belegte sie im Juli 2018 den sechsten Rang und mit 9:02:44 h eine neue persönliche Bestzeit auf der Langdistanz. Im September 2018 erreichte sie mit Bronze beim Ironman Italy ihren ersten Podestplatz in einem Ironman-Rennen.
Im Mai 2019 wurde die damals 32-Jährige Zweite beim Ironman 70.3 Austria in St. Pölten. Mit dem vierten Rang beim Ironman 70.3 Luxembourg qualifizierte sie sich im Juni für einen Startplatz bei den Ironman 70.3 World Championships 2019 in Nizza. Im Juli wurde sie ebenso auf der Langdistanz hinter der Schweizerin Daniela Ryf Zweite beim Ironman Austria und qualifizierte sich damit auch für den Ironman Hawaii.
Sie lebt mit ihrem Partner, dem Triathleten Thomas Meusburger in Schwarzenberg im Bregenzerwald. Im Februar 2020 gab sie über soziale Medien bekannt, dass sie ein Kind erwartet und seit August 2020 ist sie Mutter einer Tochter. Im Juli 2021 erklärte die 34-Jährige ihre aktive Karriere für beendet.

## Auszeichnungen
- Österreichs Triathletin des Jahres 2019[8]

## Sportliche Erfolge
| Datum/Jahr    | Rang | Wettbewerb                  | Austragungsort | Zeit       | Bemerkung |
| ------------- | ---- | --------------------------- | -------------- | ---------- | --- |
| 17. Aug. 2019 | 3    | Jannersee Triathlon         | Lauterach      | 00:46:43   | Vorarlberger Landesmeisterschaft                                                                                        |
| 17. Juni 2018 | 1    | Triathlon Bregenz           | Bregenz        | 02:18:10,7 | Siegerin der Erstaustragung auf der olympischen Distanz                                                                 |
| 3. Juni 2018  | 1    | Luschnouar Ironmännli       | Lustenau       | 00:52:54   | Siegerin auf der Sprintdistanz und Vorarlberger Landesmeisterin                                                         |
| 4. Juni 2017  | 1    | Luschnouar Ironmännli       | Lustenau       |            | |
| 16. Aug. 2014 | 2    | Jannersee Triathlon         | Lauterach      | 00:48:20   | Zweite hinter Lydia Waldmüller                                                                                          |
| 17. Aug. 2013 | 1    | Jannersee Triathlon         | Lauterach      | 00:50:44   | Vorarlberger Landesmeisterin auf der Sprintdistanz                                                                      |
| 3. Juni 2012  | 1    | Luschnouar Ironmännli       | Lustenau       | 00:55:55   | Siegerin und Vorarlberger Landesmeisterin – neben Paul Reitmayr bei den Männern                                         |
| 6. Mai 2012   | 2    | Thurgauer Triathlon         | Stettfurt      | 01:42:03,7 | 800 m Schwimmen, 34 km Radfahren und 8 km Laufen                                                                        |
| 15. Apr. 2012 | 1    | Walliseller Sprinttriathlon | Wallisellen    | 00:55:56   | |
| 5. Juni 2011  | 4    | Luschnouar Ironmännli       | Lustenau       | 00:59:57,7 | |
| 22. Aug. 2010 | 4    | Jannersee Triathlon         | Lauterach      | 00:50:53   | bei der Landesmeisterschaft Vorarlberg auf der Sprintdistanz (403 m Schwimmen, 15,75 km Radfahren und 4,007 km Laufen). |

| Datum/Jahr    | Rang | Wettbewerb                                       | Austragungsort  | Zeit       | Bemerkung                                                                                      |
| ------------- | ---- | ------------------------------------------------ | --------------- | ---------- | ---------------------------------------------------------------------------------------------- |
| 7. Sep. 2019  | 37   | Ironman 70.3 World Championships                 | Nizza           |            |                                                                                                |
| 25. Aug. 2019 | 2    | ÖTRV Staatsmeisterschaft Triathlon Mitteldistanz | Bregenz         | 04:27:06   | Vizestaatsmeisterin Triathlon beim Trans Vorarlberg Triathlon, hinter Sylvia Gehnböck          |
| 16. Juni 2019 | 4    | Ironman 70.3 Luxembourg                          | Remich          | 04:22:00   | persönliche Bestzeit in einem Ironman-70.3-Rennen                                              |
| 26. Mai 2019  | 2    | Ironman 70.3 Austria                             | St. Pölten      | 04:28:11   |                                                                                                |
| 2. Sep. 2018  | 5    | Challenge Walchsee-Kaiserwinkl                   | Walchsee        | 04:28:03   |                                                                                                |
| 26. Aug. 2018 | 1    | Trans Vorarlberg Triathlon                       | Bregenz         | 04:13:32,8 |                                                                                                |
| 12. Aug. 2018 | 4    | Challenge Turku                                  | Turku           | 04:14:50   | 13 Sekunden hinter der Drittplatzierten Yvonne van Vlerken                                     |
| 19. Mai 2018  | 3    | Challenge Lisboa                                 | Lissabon        | 04:06:03   |                                                                                                |
| 6. Mai 2018   | 3    | Challenge Riccione                               | Riccione        |            |                                                                                                |
| 26. Aug. 2017 | 2    | Trans Vorarlberg Triathlon                       | Bregenz         | 04:23:50,0 |                                                                                                |
| 11. Juni 2017 | 4    | Ironman 70.3 Switzerland                         | Rapperswil-Jona | 04:31:39   |                                                                                                |
| 21. Mai 2017  | 5    | Ironman 70.3 Austria                             | St. Pölten      | 04:40:24   |                                                                                                |
| 7. Mai 2017   | 7    | Challenge Rimini                                 | Rimini          | 04:50:05   | auf der Halbdistanz                                                                            |
| 14. Aug. 2016 | DNF  | Ironman 70.3 Germany                             | Wiesbaden       | –          | Sturz mit dem Rad beim European Championship                                                   |
| 12. Juni 2016 | 2    | Ironman 70.3 Italy                               | Pescara         | 04:40:32   | Zweite hinter Nicola Spirig                                                                    |
| 22. Mai 2016  | 3    | Ironman 70.3 Barcelona                           | Barcelona       | 04:49:58   |                                                                                                |
| 5. Sep. 2015  | 1    | Trans Vorarlberg Triathlon                       | Bregenz         | 04:30:48   |                                                                                                |
| 16. Aug. 2015 | 1    | Allgäu Triathlon                                 | Immenstadt      | 04:37:37   | Siegerin auf der Mitteldistanz                                                                 |
| 17. Mai 2015  | 11   | Ironman 70.3 Austria                             | St. Pölten      | 04:44:36   |                                                                                                |
| 3. Mai 2015   | 7    | Ironman 70.3 Pays d'Aix France                   | Aix-en-Provence | 04:51:50   |                                                                                                |
| 31. Aug. 2014 | 4    | Trans Vorarlberg Triathlon                       | Bregenz         | 04:42:59   | Vorarlberger Landesmeisterin                                                                   |
| 21. Juni 2014 | 5    | Ironman 70.3 Luxemburg                           | Remich          | 04:29:52   |                                                                                                |
| 25. Mai 2014  | 11   | Ironman 70.3 Austria                             | St. Pölten      | 04:37:47   |                                                                                                |
| 1. Sep. 2013  | 9    | Ironman 70.3 Salzburg                            | Zell am See     | 04:36:24   | mit persönlicher Bestzeit auf der halben Ironman-Distanz                                       |
| 9. Juni 2013  | 7    | Ironman 70.3 Italy                               | Pescara         | 04:54:59   |                                                                                                |
| 26. Mai 2013  | 11   | Ironman 70.3 Austria                             | St. Pölten      | 04:08:04   | Das Rennen musste witterungsbedingt ohne die Schwimmdistanz ausgetragen werden.                |
| 9. Sep. 2012  | 28   | Ironman 70.3 World Championships                 | Las Vegas       | 04:57:00   | 4. Platz in ihrer Altersklasse und beste Österreicherin bei der Ironman-70.3-Weltmeisterschaft |
| 21. Juli 2012 | 1    | Allgäu Triathlon                                 | Immenstadt      | 04:25:54   | Siegerin beim Allgäu-Classic                                                                   |
| 20. Mai 2012  | 12   | Ironman 70.3 Austria                             | St. Pölten      | 04:42:47   | 1. Rang in der Altersklasse 25–29 und schnellste Amateurin                                     |
| 11. Sep. 2011 |      | Ironman 70.3 World Championships                 | Henderson       | 05:04:07   | 7. Rang in der Altersklasse bei der Ironman-70.3-Weltmeisterschaft                             |
| 14. Aug. 2011 | 22   | Ironman 70.3 Germany                             | Wiesbaden       | 05:16:00   | 2. Rang in der Altersklasse 25–29 bei der European Championship                                |
| 23. Juli 2011 | 2    | Allgäu Triathlon                                 | Immenstadt      |            | Zweite auf der Mitteldistanz                                                                   |

| Datum/Jahr    | Rang | Wettbewerb                                     | Austragungsort    | Zeit     | Bemerkung                                                                            |
| ------------- | ---- | ---------------------------------------------- | ----------------- | -------- | ------------------------------------------------------------------------------------ |
| 12. Okt. 2019 | 30   | Ironman Hawaii                                 | Hawaii            | 10:06:31 |                                                                                      |
| 7. Juli 2019  | 1    | ÖTRV Staatsmeisterschaft Triathlon Langdistanz | Klagenfurt        | 09:18:55 | Staatsmeisterin Langdistanz als Zweite beim Ironman Austria                          |
| 22. Sep. 2018 | 3    | Ironman Italy                                  | Cervia            | 09:22:19 |                                                                                      |
| 27. Mai 2018  | 6    | Challenge Roth                                 | Roth              | 09:02:44 | mit persönlicher Ironman-Bestzeit                                                    |
| 1. Juli 2018  | 6    | Ironman Arizona                                | Tempe             | 09:02:44 |                                                                                      |
| 19. Nov. 2017 | 8    | Ironman Arizona                                | Tempe             | 09:32:36 |                                                                                      |
| 23. Sep. 2017 | DNS  | Ironman Italy                                  | Cervia            | –        | Sturz kurz vor dem Rennen                                                            |
| 2. Juli 2017  | 4    | Ironman Austria                                | Klagenfurt        | 09:33:00 |                                                                                      |
| 8. Okt. 2016  | 28   | Ironman Hawaii                                 | Hawaii            | 10:03:22 | als einzige Profi-Athletin aus Österreich qualifiziert                               |
| 3. Juli 2016  | 9    | Ironman Germany                                | Frankfurt am Main | 09:37:59 | Ironman European Championship                                                        |
| 10. Apr. 2016 | 7    | Ironman South Africa                           | Port Elizabeth    | 09:39:25 |                                                                                      |
| 27. Sep. 2015 | 4    | Ironman Chattanooga                            | Chattanooga       | 09:18:17 |                                                                                      |
| 28. Juni 2015 | 9    | Ironman Austria                                | Klagenfurt        | 09:39:55 |                                                                                      |
| 27. Sep. 2014 | 10   | Ironman Mallorca                               | Alcúdia           | 09:54:46 | beim ersten Ironman-Start als zweitbeste Österreicherin hinter Kamila Polak (Rang 5) |

| Datum/Jahr    | Rang | Wettbewerb        | Austragungsort | Zeit     | Bemerkung                                    |
| ------------- | ---- | ----------------- | -------------- | -------- | -------------------------------------------- |
| 30. Apr. 2017 | 3    | Rheintal Duathlon | Marbach        | 00:58:02 | 4 km Laufen, 17 km Radfahren und 4 km Laufen |

| Datum/Jahr   | Rang | Wettbewerb                | Austragungsort | Distanz         | Zeit       | Bemerkung                        |  |
| ------------ | ---- | ------------------------- | -------------- | --------------- | ---------- | -------------------------------- |  |
| 3. Apr. 2011 | 3    | Bludenz läuft             | Bludenz        | Halbmarathon    | 01:30:50,9 | Vorarlberger Vizelandesmeisterin |  |
| 4. Okt. 2009 | 3    | Marathon im Dreiländereck | Bregenz        | Viertelmarathon | 00:52:32   | 1. Platz AK                      |  |

| Datum/Jahr | Rang | Wettbewerb               | Austragungsort | Zeit       | Bemerkung                              |
| ---------- | ---- | ------------------------ | -------------- | ---------- | -------------------------------------- |
| Jan. 2018  | 1    | Ski-Trail Tannheimer Tal | Bad Hindelang  | 03:20:35,3 | Siegerin der Klasse W30; Skating 60 km |

(DNF – Did Not Finish)